# Vaccinium fimbribracteatum
Vaccinium fimbribracteatum är en ljungväxtart som beskrevs av Cheng Yih Wu. Vaccinium fimbribracteatum ingår i Blåbärssläktet, och familjen ljungväxter. Inga underarter finns listade i Catalogue of Life.